# André Silva
Pour les articles homonymes, voir André Silva (homonymie) et Silva.
André Silva, de son nom de naissance André Miguel Valente da Silva, né le 6 novembre 1995 à Baguim do Monte au Portugal, est un footballeur international portugais qui évolue au poste d'avant-centre à l'Elche CF.
Silva est formé dans plusieurs clubs avant de signer au FC Porto, l'un des meilleurs club du Portugal. Il intègre le FC Porto B en 2013 et y évolue pendant trois saisons. Durant l'année 2015, Silva rejoint l'équipe première. Ses performances, notamment sur la scène européenne, sont remarquées. Il s'engage pour l'AC Milan lors de l'été 2017. Depuis ses débuts, Silva est considéré comme un grand espoir du football portugais.

## Biographie

### En club
Avec l'équipe des moins de 19 ans du FC Porto, il participe à l'UEFA Youth League lors de la saison 2013-2014. Lors de cette compétition, il est notamment l'auteur d'un doublé contre le club espagnol de l'Atlético Madrid (victoire 3-1).

#### FCporto
Le 22 mai 2016, il inscrit un doublé en finale de la Coupe du Portugal contre l'équipe du SC Braga. Malgré tout, le FC Porto s'incline aux tirs au but après un score de deux buts partout.
André Silva inscrit son premier but en Ligue des champions le 17 août 2016, sur penalty, contre le club italien de l'AS Rome en match de barrage (score : 1-1).

#### AC Milan (2017-2020)
Le 12 juin 2017, peu après l'ouverture du mercato italien, André Silva s'engage avec l'AC Milan pour un montant de 38 millions d'euros et un contrat portant sur cinq années au club. André Silva devient la recrue la plus chère de l'histoire du club derrière Rui Costa (un autre international portugais). Après sa signature, il déclare à la presse : « Je suis très heureux d'avoir rejoint un club aussi prestigieux avec une aussi belle histoire ». Il devait recevoir le maillot floqué du numéro 10 (laissé vacant par Keisuke Honda), mais après la signature d'Hakan Çalhanoğlu le 3 juillet 2017, il se voit finalement attribué le maillot floqué du numéro 9 (laissé vacant par Gianluca Lapadula).
Le 22 juillet 2017, il dispute son premier match avec le club : une rencontre d'International Champions Cup face au Bayern Munich, qui se solde par une large victoire des Rossoneri (0-4). Un match durant lequel il aurait pu marquer seulement quelques minutes après son entrée en jeu : à la réception d'un centre de Fabio Borini à la 53e minute, sa reprise passe à côté du cadre.
Il marque son premier but avec le club le 9 août 2017, en transformant un penalty lors d'un match amical face au Betis Séville (défaite 1-2). Son premier but en compétition officielle intervient quant à lui une semaine plus tard lorsque le 17 août 2017, il ouvre le score face au KF Shkëndija après 13 minutes de jeu, dans le cadre d'un match de barrage pour participer à l'édition 2017-2018 de la Ligue Europa. Lors de ce match, remporté 6-0, il inscrit également un deuxième but (à la 27e minute après que Riccardo Montolivo, lui aussi auteur d'un doublé ce jour-là, ait fait le break) et délivre une passe décisive pour Fabio Borini.
Le 14 septembre 2017, pour son premier match de Ligue Europa, il réalise un hat-trick en marquant trois buts à l'extérieur contre l'Austria Vienne (victoire 1-5), devenant ainsi le premier joueur du Milan a inscrire un triplé dans une compétition européenne depuis Kaká, auteur d'un triplé contre Anderlecht lors d'un match de Ligue des champions le 1er novembre 2006. Cette performance lui permet de figurer dans l'équipe-type de la semaine concoctée par l'UEFA.
Le 11 mars 2018, il inscrit son premier but en Serie A, en marquant de la tête à la dernière minute contre le Genoa, donnant ainsi la victoire à son équipe (0-1). Une victoire (très) importante, puisqu'elle permet au Milan (alors septième) d'accrocher momentanément la sixième place du classement qui offre une qualification directe en Ligue Europa pour la saison suivante. Cependant, ses performances en championnat sont loin d'êtres bonnes (2 buts en 24 matchs), ce qui pousse l'avant-centre portugais vers la sortie lors du mercato estival (notamment à cause de la concurrence avec Patrick Cutrone et la future recrue du club Gonzalo Higuaín), malgré les désirs du club de le garder.
Le 5 août 2018, lors d'un match d'International Champions Cup, qui oppose l'AC Milan au FC Barcelone, il inscrit le but de la victoire (1-0) dans le temps additionnel.

#### Prêt au Séville FC
Le 11 août 2018, André Silva est prêté au Séville FC.
Le 19 août 2018, pour son premier match de Liga, il s'offre un triplé (le premier de la saison) face au Rayo Vallecano, lors d'un match à l'extérieur gagné 1-4. Il devient ainsi le premier joueur à réussir cet exploit depuis Romário, lui aussi auteur d'un triplé pour son premier match de Liga face à la Real Sociedad lors de la saison 1993-1994.
Le 26 septembre 2018, il inscrit un doublé contre le Real Madrid, lors d'un match à domicile, gagné 3-0.
Le 25 novembre 2018, André Silva marque le but de la victoire lors d'une rencontre à domicile face au Real Valladolid (1-0), permettant ainsi au Séville FC de s'emparer momentanément de la première place du classement, au nez et à la barbe du FC Barcelone pour la troisième fois de la saison.

### Real Sociedad
Le 2 août 2023, la Real Sociedad officialise l'arrivée en prêt pour une saison avec option d'achat d'André Silva.

### En sélection

#### Avec les équipes jeunes
Avec les moins de 19 ans, André Silva participe au championnat d'Europe des moins de 19 ans 2014 organisé en Hongrie. Lors de la compétition, il inscrit un but contre l'équipe d'Israël, puis un quadruplé contre la Hongrie. André Silva devient alors le tout premier joueur de l'histoire à inscrire un quadruplé lors d'une phase finale de championnat d'Europe des moins de 19 ans. Le Portugal atteint la finale de la compétition, en se faisant battre par l'Allemagne lors de l'ultime match.
André Silva participe ensuite à la Coupe du monde des moins de 20 ans 2015 qui se déroule en Nouvelle-Zélande. Lors de la compétition, il inscrit un but contre le Sénégal, puis un but contre le Qatar, et enfin un doublé face à la Colombie. Le Portugal atteint les quarts de finale de la compétition, en étant éliminé par le Brésil aux tirs au but après un score nul et vierge.

#### Avec l'équipe A
Le 10 octobre 2016, à l'occasion d'un match de qualification pour la Coupe du monde 2018, Silva inscrit le premier triplé de sa jeune carrière contre les Îles Féroé, en 25 minutes seulement.
Un an plus tard, dans le dernier match de poules qualificatif à la Coupe du monde 2018 face à la Suisse, André Silva marque le deuxième but décisif pour la qualification directe en coupe du monde, match que les Portugais devaient absolument remporter pour éviter les barrages, match gagné par ailleurs 2-0 . La même année, il dispute sa première compétition internationale lors de la Coupe des Confédérations 2017.
Naturellement, il est sélectionné pour participer à la Coupe du monde 2018, son premier mondial. Deux ans plus tard, il est de nouveau convoqué pour participer à l'Euro 2020.
Le 10 novembre 2022, il est sélectionné par Fernando Santos pour participer à la Coupe du monde 2022.

## Statistiques

### Statistiques détaillées
| Saison                | Club                       | Championnat           | Championnat | Championnat | Championnat | Coupe nationale | Coupe nationale | Coupe nationale | Coupe de la Ligue | Coupe de la Ligue | Coupe de la Ligue | Supercoupe | Supercoupe | Supercoupe | Compétition(s) continentale(s) | Compétition(s) continentale(s) | Compétition(s) continentale(s) | Compétition(s) continentale(s) | Portugal | Portugal | Portugal | Total | Total | Total |
| Saison                | Club                       | Division              | M.          | B.          | P.d.        | M.              | B.              | P.d.            | M.                | B.                | P.d.              | M.         | B.         | P.d.       | Comp.                          | M.                             | B.                             | P.d.                           | M.       | B.       | P.d.     | M.    | B.    | P.d.  |
| 2013-2014             | FC Porto B                 | Segunda Liga          | 21          | 3           | 0           | -               | -               | -               | -                 | -                 | -                 | -          | -          | -          | -                              | -                              | -                              | -                              | -        | -        | -        | 21    | 3     | 0     |
| 2014-2015             | FC Porto B                 | Segunda Liga          | 35          | 7           | 2           | -               | -               | -               | -                 | -                 | -                 | -          | -          | -          | -                              | -                              | -                              | -                              | -        | -        | -        | 35    | 7     | 2     |
| 2015-2016             | FC Porto B                 | Segunda Liga          | 29          | 14          | 3           | -               | -               | -               | -                 | -                 | -                 | -          | -          | -          | -                              | -                              | -                              | -                              | -        | -        | -        | 29    | 14    | 3     |
| Sous-total            | Sous-total                 | Sous-total            | 85          | 24          | 5           | -               | -               | -               | -                 | -                 | -                 | -          | -          | -          | -                              | -                              | -                              | -                              | -        | -        | -        | 85    | 24    | 5     |
| 2015-2016             | FC Porto                   | Primeira Liga         | 9           | 1           | 1           | 2               | 2               | 0               | 3                 | 0                 | 1                 | -          | -          | -          | -                              | -                              | -                              | -                              | -        | -        | -        | 14    | 3     | 2     |
| 2016-2017             | FC Porto                   | Primeira Liga         | 32          | 16          | 5           | 2               | 0               | 0               | -                 | -                 | -                 | -          | -          | -          | C1                             | 10                             | 5                              | 2                              | 13       | 8        | 4        | 57    | 29    | 11    |
| Sous-total            | Sous-total                 | Sous-total            | 41          | 17          | 6           | 4               | 2               | 0               | 3                 | 0                 | 1                 | -          | -          | -          | -                              | 10                             | 5                              | 2                              | 13       | 8        | 4        | 71    | 32    | 13    |
| 2017-2018             | AC Milan                   | Serie A               | 24          | 2           | 0           | 2               | 0               | 1               | -                 | -                 | -                 | -          | -          | -          | C3                             | 14                             | 8                              | 1                              | 13       | 4        | 0        | 53    | 14    | 2     |
| 2019-2020             | AC Milan                   | Serie A               | 1           | 0           | 0           | -               | -               | -               | -                 | -                 | -                 | -          | -          | -          | -                              | -                              | -                              | -                              | -        | -        | -        | 1     | 0     | 0     |
| Sous-total            | Sous-total                 | Sous-total            | 25          | 2           | 0           | 2               | 0               | 1               | -                 | -                 | -                 | -          | -          | -          | -                              | 14                             | 8                              | 1                              | 13       | 4        | 0        | 54    | 14    | 2     |
| 2018-2019             | Séville FC (prêt)          | Liga                  | 27          | 9           | 0           | 4               | 2               | 0               | -                 | -                 | -                 | 1          | 0          | 0          | C3                             | 8                              | 0                              | 1                              | 7        | 3        | 0        | 47    | 14    | 1     |
| Sous-total            | Sous-total                 | Sous-total            | 27          | 9           | 0           | 4               | 2               | 0               | -                 | -                 | -                 | 1          | 0          | 0          | -                              | 8                              | 0                              | 1                              | 7        | 3        | 0        | 47    | 14    | 1     |
| 2019-2020             | Eintracht Francfort (prêt) | Bundesliga            | 25          | 12          | 3           | 3               | 2               | 0               | -                 | -                 | -                 | -          | -          | -          | C3                             | 9                              | 2                              | 1                              | 1        | 0        | 0        | 38    | 16    | 4     |
| 2020-2021             | Eintracht Francfort        | Bundesliga            | 32          | 28          | 5           | 2               | 1               | 1               | -                 | -                 | -                 | -          | -          | -          | -                              | 0                              | 0                              | 0                              | 8        | 1        | 0        | 42    | 30    | 6     |
| Sous-total            | Sous-total                 | Sous-total            | 59          | 40          | 8           | 5               | 3               | 1               | -                 | -                 | -                 | -          | -          | -          | -                              | 9                              | 2                              | 1                              | 10       | 1        | 0        | 83    | 46    | 10    |
| 2021-2022             | RB Leipzig                 | Bundesliga            | 33          | 11          | 3           | 6               | 2               | 2               | -                 | -                 | -                 | -          | -          | -          | C1+C3                          | 6+6                            | 3+1                            | 1                              | 9        | 3        | 0        | 60    | 20    | 6     |
| 2022-2023             | RB Leipzig                 | Bundesliga            | 31          | 4           | 3           | 4               | 2               | 3               | -                 | -                 | -                 | 1          | 0          | 0          | C1                             | 7                              | 3                              | 3                              | 2        | 0        | 0        | 45    | 9     | 9     |
| 2024-2025             | RB Leipzig                 | Bundesliga            | 8           | 1           | 2           | 3               | 0               | 1               | -                 | -                 | -                 | -          | -          | -          | C1                             | 4                              | 0                              | 0                              | 0        | 0        | 0        | 15    | 1     | 3     |
| Sous-total            | Sous-total                 | Sous-total            | 72          | 16          | 8           | 13              | 4               | 6               | -                 | -                 | -                 | 1          | 0          | 0          | -                              | 23                             | 7                              | 4                              | 11       | 3        | 0        | 120   | 30    | 18    |
| 2023-2024             | Real Sociedad (prêt)       | Liga                  | 18          | 3           | 0           | 5               | 1               | 0               | -                 | -                 | -                 | -          | -          | -          | C1                             | 2                              | 0                              | 0                              | -        | -        | -        | 25    | 4     | 0     |
| Sous-total            | Sous-total                 | Sous-total            | 18          | 3           | 1           | 5               | 1               | 0               | -                 | -                 | -                 | 0          | 0          | 0          | -                              | 2                              | 0                              | 0                              | 0        | 0        | 0        | 25    | 4     | 1     |
| Total sur la carrière | Total sur la carrière      | Total sur la carrière | 325         | 111         | 27          | 32              | 11              | 8               | 3                 | 0                 | 1                 | 2          | 0          | 0          | -                              | 66                             | 22                             | 9                              | 53       | 19       | 4        | 481   | 163   | 49    |

### Buts internationaux
| Buts internationaux de André Silva | Buts internationaux de André Silva | Buts internationaux de André Silva               | Buts internationaux de André Silva | Buts internationaux de André Silva | Buts internationaux de André Silva | Buts internationaux de André Silva |
| 0                                  | Date                               | Lieu                                             | Adversaire                         | Score                              | Résultats                          | Compétitions                       |
| ---------------------------------- | ---------------------------------- | ------------------------------------------------ | ---------------------------------- | ---------------------------------- | ---------------------------------- | ---------------------------------- |
| 1                                  | 7 octobre 2016                     | Stade municipal d'Aveiro, Aveiro, Portugal       | Andorre                            | 6-0                                | 6-0                                | Éliminatoires Coupe du monde 2018  |
| 2                                  | 10 octobre 2016                    | Tórsvøllur, Tórshavn, Îles Féroé                 | Îles Féroé                         | 0-1                                | 0-6                                | Éliminatoires Coupe du monde 2018  |
| 3                                  | 10 octobre 2016                    | Tórsvøllur, Tórshavn, Îles Féroé                 | Îles Féroé                         | 0-2                                | 0-6                                | Éliminatoires Coupe du monde 2018  |
| 4                                  | 10 octobre 2016                    | Tórsvøllur, Tórshavn, Îles Féroé                 | Îles Féroé                         | 0-3                                | 0-6                                | Éliminatoires Coupe du monde 2018  |
| 5                                  | 25 mars 2017                       | Stade de Luz, Lisbonne, Portugal                 | Hongrie                            | 1-0                                | 3-0                                | Éliminatoires Coupe du monde 2018  |
| 6                                  | 3 juin 2017                        | Stade António Coimbra da Mota, Estoril, Portugal | Chypre                             | 4-0                                | 4-0                                | Match amical                       |
| 7                                  | 9 juin 2017                        | Skonto Stadion, Riga, Lettonie                   | Lettonie                           | 0-3                                | 0-3                                | Éliminatoires Coupe du monde 2018  |
| 8                                  | 24 juin 2017                       | Stade Krestovski, Saint-Petersbourg, Russie      | Nouvelle-Zélande                   | 3-0                                | 4-0                                | Coupe des confédérations 2017      |
| 9                                  | 3 septembre 2017                   | Groupama Aréna, Budapest, Hongrie                | Hongrie                            | 0-1                                | 0-1                                | Éliminatoires Coupe du monde 2018  |
| 10                                 | 7 octobre 2017                     | Estadi Nacional, Andorre-la-Vieille, Andorre     | Andorre                            | 0-2                                | 0-2                                | Éliminatoires Coupe du monde 2018  |
| 11                                 | 10 octobre 2017                    | Stade de Luz, Lisbonne, Portugal                 | Suisse                             | 2-0                                | 2-0                                | Éliminatoires Coupe du monde 2018  |
| 12                                 | 28 mai 2018                        | Stade municipal de Braga, Braga, Portugal        | Tunisie                            | 1-0                                | 2-2                                | Match amical                       |
| 13                                 | 10 septembre 2018                  | Stade de Luz, Lisbonne, Portugal                 | Italie                             | 1-0                                | 1-0                                | Ligue des Nations 2018-2019        |
| 14                                 | 11 octobre 2018                    | Stade de Silésie, Chorzów, Pologne               | Pologne                            | 1-1                                | 2-3                                | Ligue des Nations 2018-2019        |
| 15                                 | 20 novembre 2018                   | Stade D. Afonso Henriques, Guimarães, Portugal   | Pologne                            | 1-0                                | 1-1                                | Ligue des Nations 2018-2019        |
| 16                                 | 5 septembre 2020                   | Estádio do Dragão, Porto, Portugal               | Croatie                            | 4-1                                | 4-1                                | Ligue des Nations 2020-2021        |
| 17                                 | 4 septembre 2021                   | Nagyerdei Stadion, Debrecen, Hongrie             | Qatar                              | 0-1                                | 1-3                                | Match amical                       |
| 18                                 | 7 septembre 2021                   | Bakı Olimpiya Stadionu, Bakou, Azerbaïdjan       | Azerbaïdjan                        | 0-2                                | 0-3                                | Éliminatoires Coupe du Monde 2022  |
| 19                                 | 9 octobre 2021                     | Estádio do Algarve, Almancil, Portugal           | Qatar                              | 3-0                                | 3-0                                | Match amical                       |

## Palmarès
- Finaliste du championnat d'Europe des moins de 19 ans en 2014 avec l'équipe du Portugal des moins de 19 ans ;
- Champion du Portugal de D2 en 2016 avec le FC Porto B ;
- Finaliste de la Coupe du Portugal en 2016 avec le FC Porto ;
- Vice-champion du Portugal en 2017 avec le FC Porto ;
- Vainqueur de la Ligue des nations de l'UEFA en 2018 avec le Portugal.
- Vainqueur du DFB Pokal en 2022 avec le RB Leipzig

## Galerie

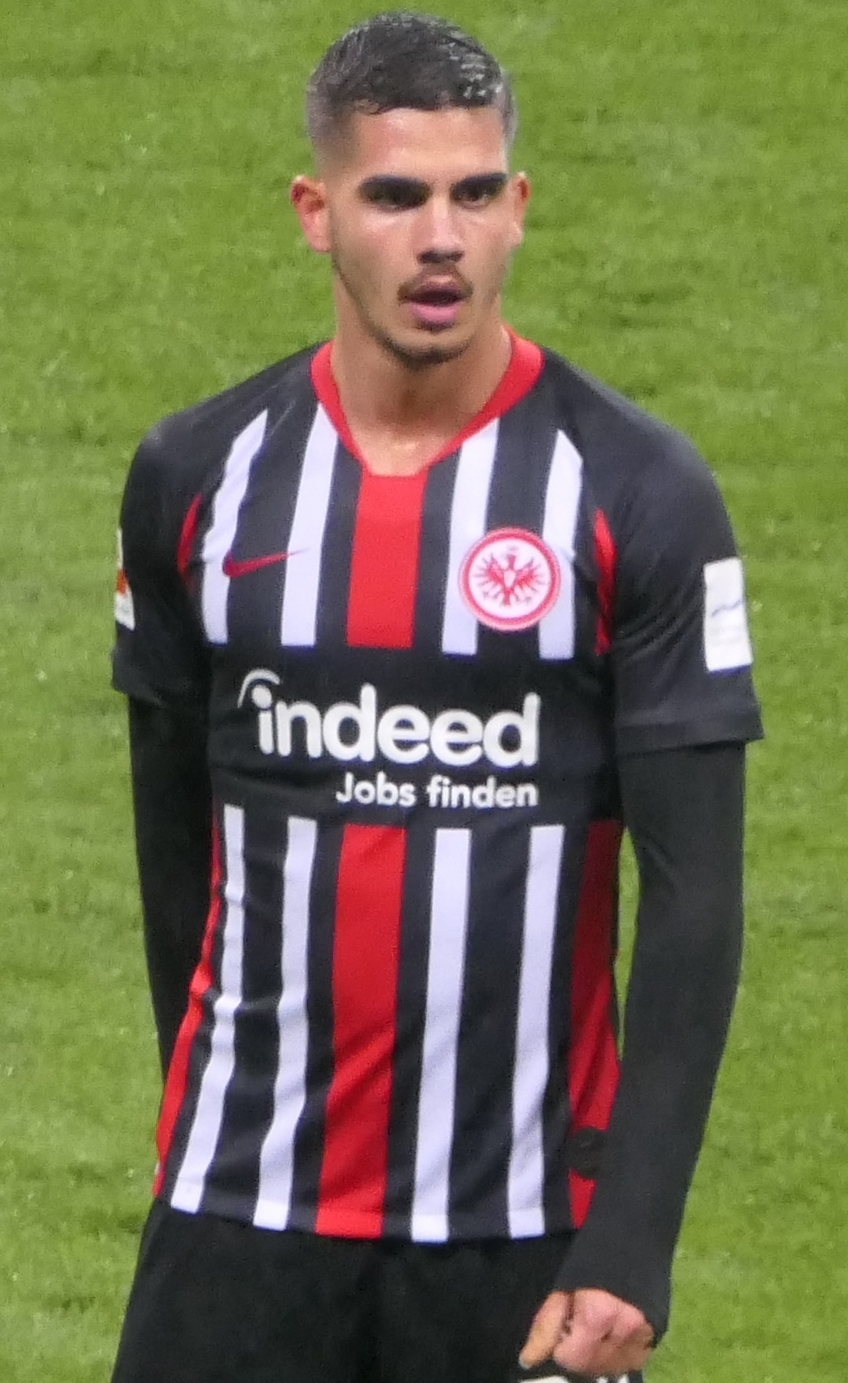
2019, lors du match à domicile contre le SV Werder Brême.
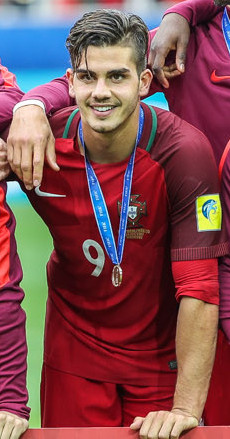
2017, en pose pour le match du Portugal contre le Mexique.
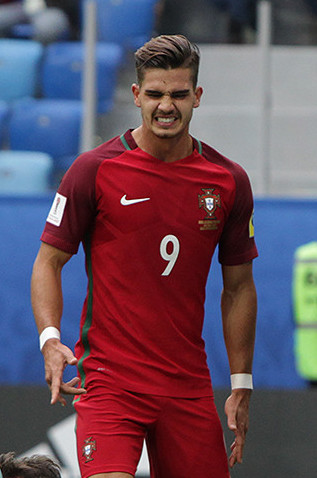
2017, durant le match de la Nouvelle-Zélande contre le Portugal.
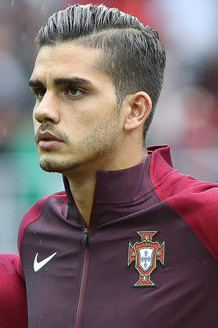
2017, durant le match du Portugal contre le Mexique.
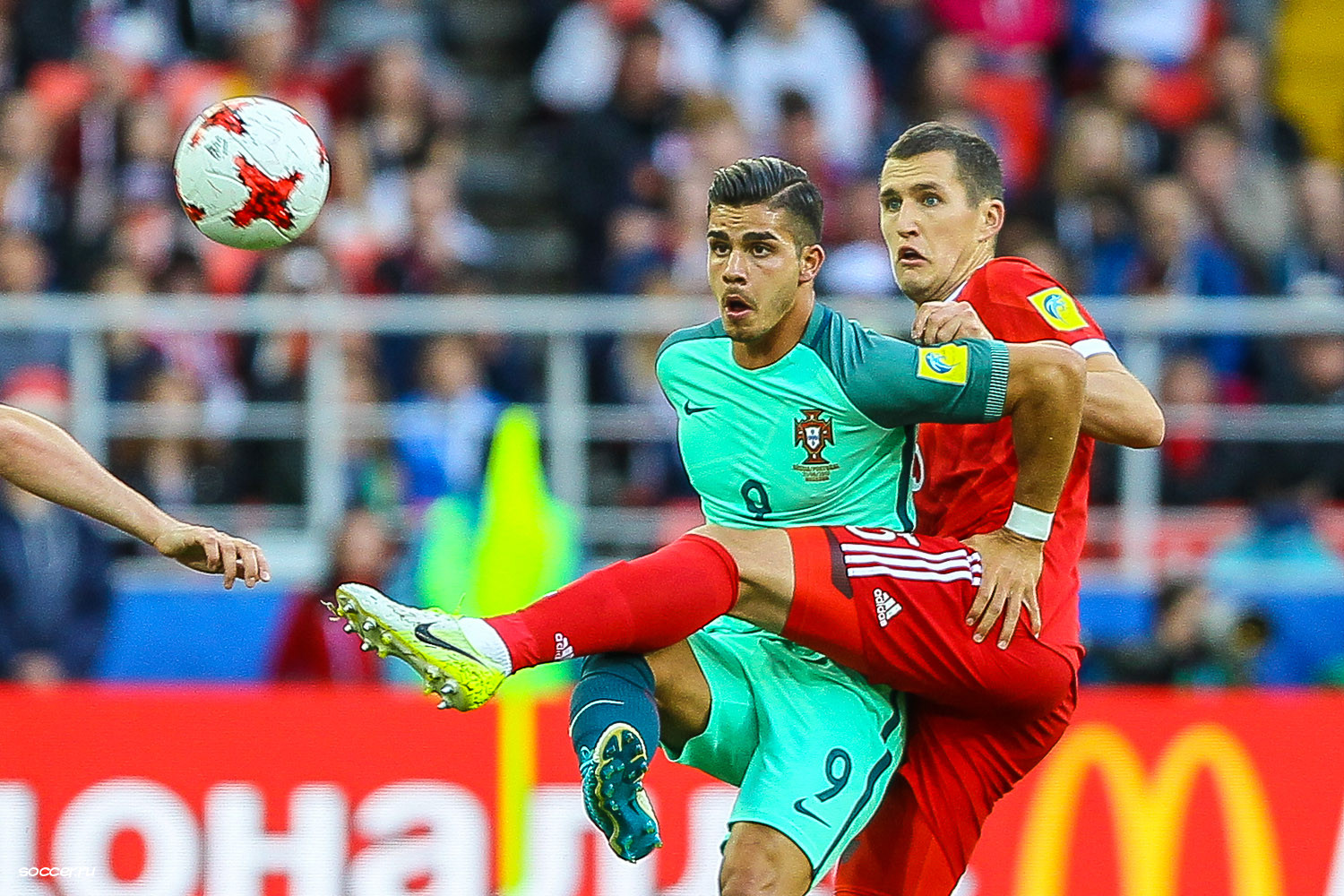
2017, durant le match Russie contre le Portugal.
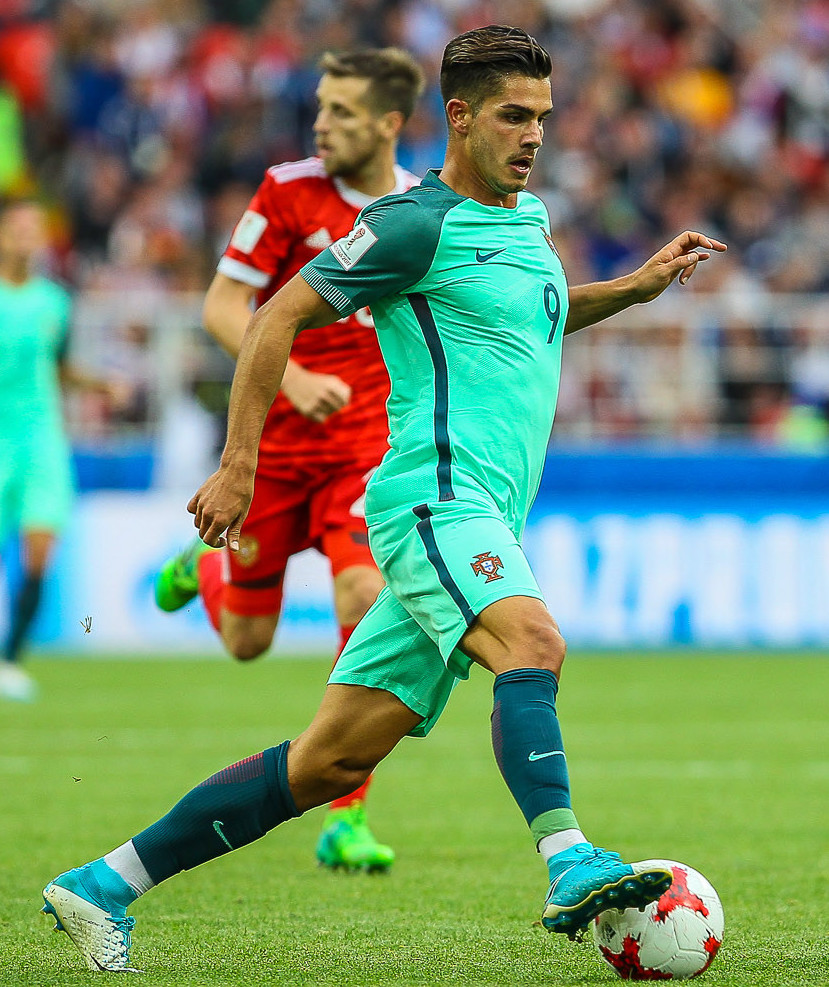
2017, durant le match Russie contre le Portugal.
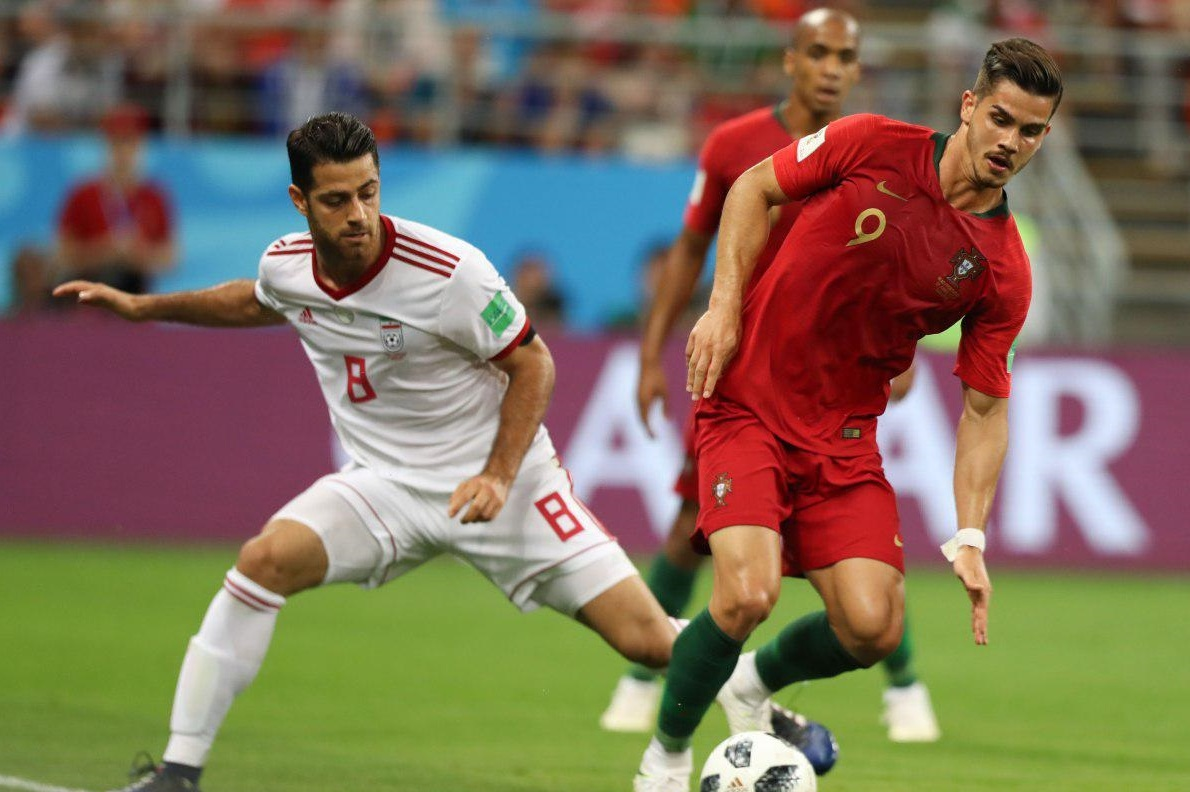
Coupe du monde 2018, 2e mi-temps du match entre l’Iran et le Portugal.